# Андреас Казекамп
Андреас Ілмар Казекамп (ест. Andres Kasekamp) — естонський історик, директор Інституту зовнішньої політики Естонії (з 2000 р.) та професор балтійської політики в Тартуському університеті, Естонія (з 2004 р.).
Андрес Казекамп працював головою правління Фонду «Відкрита Естонія» з 2004 по 2008 роки. Його основні наукові інтереси — крайньо правильні рухи та сучасна Балтійська історія.
Він закінчив Торонтський університет. У 1996 році він отримав ступінь доктора філософії в історії зі Школи слов'янських та східноєвропейських досліджень у Лондоні, яка сьогодні є частиною Лондонського університетського коледжу. Він був професором-візитом у Торонтському університеті та Університеті ім. Гумбольдта, Берлін. У 2002—2005 роках він був редактором журналу «Балтійські дослідження».
Його книга «Радикальне право» в Інтерварійній Естонії — це перша повна книга про естонську політику 1930-х років. В основному він зосереджений на історії Ліги ветеранів війни за незалежність в Естонії.
У 2010 році він опублікував «Історію Балтійських держав» для видавництва Palgrave Macmillan.

## Публікації
- The Radical Right in Interwar Estonia (2000) ISBN 978-0-312-22598-8
- With Sæter, M. (2003). Estonian Membership in the EU: Security and Foreign Policy Aspects. Oslo: Norwegian Institute of International Affairs
- Kasekamp, A. (2004). Political Change in Estonia during the 1990s. Vainio-Korhonen, Kirsi; Lahtinen, Anu (eds.) History and Change. Helsinki: Suomalaisen Kirjallisuuden Seura
- Kasekamp, A. (2006). Estonia, Finland, Latvia, Lithuania. In Blamires, Cyprian (ed.). World Fascism: A Historical Encyclopedia. Santa Barbara: ABC-CLIO
- A History of the Baltic States. London and New York: Palgrave Macmillan, 2010.